# Lobophytum prostratum
Lobophytum prostratum is een zachte koraalsoort uit de familie Alcyoniidae. De koraalsoort komt uit het geslacht Lobophytum. Lobophytum prostratum werd in 1983 voor het eerst wetenschappelijk beschreven door Verseveldt & Benayahu. 